# Echoes: The Best of Pink Floyd
Echoes: The Best of Pink Floyd — сборник песен британской прогрессив-рок-группы Pink Floyd. Выпущен в Европе 5 ноября 2001 (EMI), в США — 6 ноября 2001 (Capitol Records). В первую неделю продажи составили 215 000 экземпляров.

## Об альбоме
Двойной диск представляет собой собрание лучших песен Pink Floyd. Некоторые длинные композиции были отредактированы в более короткие версии. Согласно пресс-релизу, «„Echoes“ был сделан с активным участием Дэвида Гилмора, Роджера Уотерса, Ника Мэйсона и Ричарда Райта». Однако, по словам Уотерса, он имеет к нему мало отношения: «Вся власть принадлежит Pink Floyd Music Ltd., у которой четыре голоса против моего одного». Не разделяет он и концепции сборника, предпочитая хронологический порядок песен. Единственное, на что Роджер смог повлиять — смена названия: «То, что предлагал Дэйв, было отвратительно — Some of the Parts. Тут мне пришлось влезть и сказать: „А как насчёт Echoes?“».
Песня «When the Tigers Broke Free» прежде была выпущена только на сингле и никогда не выходила на CD. Перед релизом диска увидел свет восемнадцатиминутный ролик, который содержал редкие кадры группы, музыку и интервью.

## Дизайн обложки
Оформление обложки — коллаж, составленный из изображений с предыдущих обложек альбомов. Ниже приведён список изображений, задействованных в оформлении буклета к сборнику:
1. Горящий человек с портфелем (с обложки Wish You Were Here)
2. Фарфоровые свиньи, представляющие альбом Animals
3. Фарфоровая корова, а также лужайка, которая может быть замечена через третье окно, представляющие альбом Atom Heart Mother
4. Овца, представляющая альбом Animals
5. Несколько пирамидок, представляющих The Dark Side of the Moon
6. Человек в лампочках (с обложки концертного альбома Delicate Sound of Thunder)
7. Кровати викторианской эпохи[4], представляющие A Momentary Lapse of Reason
8. Белые и чёрные кирпичные стены (представляющие The Wall и Is There Anybody Out There? The Wall Live 1980-81, соответственно)
9. Скрещённые молотки (Из фильма The Wall)
10. Фотография группы, висящая под молотками.
11. Велосипед (Из песни «Bike», с альбома The Piper at the Gates of Dawn)
12. Топор (обращающийся к лирике из «One of These Days» («One of these days, I’m going to cut you into little pieces»), песне «Careful with That Axe, Eugene» или строки «Run to the bedroom / In the suitcase on the left / You’ll find my favorite axe» из песни «One of My Turns»)
13. Постер The Piper at the Gates of Dawn
14. Круглый аквариум (обращающийся к лирике песни «Wish You Were Here»)
15. Человек в военной форме, представляющий концептуальный альбом The Final Cut)
16. Зеркальный шар (появляющийся во время заключительного соло в «Comfortably Numb» на видео P*U*L*S*E)
17. Модель самолёта — отсылка к самолёту, убившему отца Пинка, с альбома The Wall, либо к видео для композиции «On the Run». На концертах группы во время исполнения «On the Run» над зрителями пролетал подбитый самолёт.
18. Гребная лодка (относящаяся к изображению на виниловом выпуске A Momentary Lapse of Reason)
19. Две металлических статуи, представляющие The Division Bell
20. Постер Shine On
21. Четыре маски с обложки Is There Anybody Out There? The Wall Live 1980-81
22. Картина с изображением уха — оформление альбома Meddle
23. Сохнущий пловец и красная вуаль с изображения на вкладыше Wish You Were Here
24. Танцоры с обложки сборника A Collection of Great Dance Songs
25. Горничная с изображения на вкладыше A Momentary Lapse of Reason
26. Озеро в форме свиньи — имеется в виду Свинья Pink Floyd
27. Многократные проходы могут быть ссылкой на альбом Ummagumma, имеющий похожее оформление
28. Пустые бутылки на полках напоминают бутылки с обложки A Saucerful of Secrets
29. Красная мишень, представляющая собой глаз статуи с обложки The Division Bell

## Список композиций
| №   | Название                                               | Альбом                                    | Длительность |
| --- | ------------------------------------------------------ | ----------------------------------------- | ------------ |
| 1.  | «Astronomy Domine» (1967 год)                          | The Piper at the Gates of Dawn            | 4:10         |
| 2.  | «See Emily Play» (1967 год)                            | амер. изд. The Piper at the Gates of Dawn | 2:47         |
| 3.  | «The Happiest Days of Our Lives» (1979 год)            | The Wall                                  | 1:38         |
| 4.  | «Another Brick in the Wall (Part 2)» (1979 год)        | The Wall                                  | 4:01         |
| 5.  | «Echoes (edited version)» (1971 год)                   | Meddle                                    | 16:30        |
| 6.  | «Hey You» (1979 год)                                   | The Wall                                  | 4:39         |
| 7.  | «Marooned (edited version)» (1994 год)                 | The Division Bell                         | 2:02         |
| 8.  | «The Great Gig in the Sky» (1973 год)                  | The Dark Side of the Moon                 | 4:40         |
| 9.  | «Set the Controls for the Heart of the Sun» (1968 год) | A Saucerful of Secrets                    | 5:20         |
| 10. | «Money» (1973 год)                                     | The Dark Side of the Moon                 | 6:29         |
| 11. | «Keep Talking» (1994 год)                              | The Division Bell                         | 5:57         |
| 12. | «Sheep (early fade-out)» (1977 год)                    | Animals                                   | 9:46         |
| 13. | «Sorrow» (1987 год)                                    | A Momentary Lapse of Reason               | 8:45         |

| №   | Название                                                                  | Альбом                                            | Длительность |
| --- | ------------------------------------------------------------------------- | ------------------------------------------------- | ------------ |
| 1.  | «Shine On You Crazy Diamond (Parts 1-7)» (1975 год)                       | Wish You Were Here                                | 17:32        |
| 2.  | «Time (вкл. «Breathe Reprise»)» (1973 год)                                | Dark Side of the Moon                             | 6:48         |
| 3.  | «The Fletcher Memorial Home» (1983 год)                                   | The Final Cut                                     | 4:07         |
| 4.  | «Comfortably Numb (вкл. окончание «Bring the Boys Back Home»)» (1979 год) | The Wall                                          | 6:53         |
| 5.  | «When the Tigers Broke Free» (1983 год)                                   | The Final Cut (rem.)                              | 3:42         |
| 6.  | «One of These Days (edited version)» (1971 год)                           | Meddle                                            | 5:15         |
| 7.  | «Us and Them» (1973 год)                                                  | Dark Side of the Moon                             | 7:51         |
| 8.  | «Learning to Fly» (1987 год)                                              | A Momentary Lapse of Reason                       | 4:50         |
| 9.  | «Arnold Layne» (1966 год)                                                 | внеальбомный сингл (появляется в сборнике Relics) | 2:52         |
| 10. | «Wish You Were Here» (1975 год)                                           | Wish You Were Here                                | 5:21         |
| 11. | «Jugband Blues» (1968 год)                                                | A Saucerful of Secrets                            | 2:56         |
| 12. | «High Hopes» (1994 год)                                                   | The Division Bell                                 | 6:59         |
| 13. | «Bike» (1967 год)                                                         | The Piper at the Gates of Dawn                    | 3:24         |

## Чарты и сертификации
| Чарты (2001)                        | Позиция |
| ----------------------------------- | ------- |
| Австралия (ARIA)                    | 4       |
| Австрия (Ö3 Austria)                | 2       |
| Бельгия/Фландрия (Ultratop)         | 2       |
| Бельгия/Валлония (Ultratop)         | 3       |
| Канада (Canadian Albums Chart)      | 2       |
| Дания (Hitlisten)                   | 3       |
| Нидерланды (Album Top 100)          | 3       |
| Финляндия (Suomen virallinen lista) | 16      |
| Германия (Offizielle Top 100)       | 1       |
| Ирландия (IRMA)                     | 2       |
| Италия (Classifica album)           | 1       |
| Новая Зеландия (RMNZ)               | 1       |
| Норвегия (VG-lista)                 | 2       |
| Польша (ZPAV)                       | 4       |
| Швеция (Sverigetopplistan)          | 3       |
| Швейцария (Schweizer Hitparade)     | 3       |
| Великобритания (UK Albums Chart)    | 2       |
| США (Billboard 200)                 | 2       |

| Страна         | Сертификация  | Продажи    |
| -------------- | ------------- | ---------- |
| Австралия      | Платиновый    | 70,000+    |
| Бельгия        | Платиновый    | 50,000+    |
| Канада         | 6× Платиновый | 600,000+   |
| Дания          | Золотой       | 15,000+    |
| Европа         | 3× Платиновый | 3,000,000+ |
| Франция        | Платиновый    | 300,000+   |
| Германия       | Золотой       | 100,000+   |
| Греция         | Платиновый    | 30,000+    |
| Италия         | Золотой       | 25,000+    |
| New Zealand    | 3× Платиновый | 45,000+    |
| Польша         | Золотой       | 50,000+    |
| Швейцария      | Платиновый    | 40,000+    |
| Великобритания | 2× Платиновый | 600,000+   |
| США            | 4× Платиновый | 2,000,000+ |